# زندگی میکل آنژ
زندگی میکل آنژ (به فرانسوی: Vie de Michel-Ange) نام یک کتاب زندگینامه‌ای است که توسط رومن رولان، نویسندهٔ اهل فرانسه در سال ۱۹۰۷ نوشته شده‌است.